# 李之蘭
李之兰（1331年—1402年），女真人，朝鲜王朝开国功臣，官至门下侍郎赞成事、判刑曹事、义兴三军府中军节制使，赐号补祚功臣，封青海君，谥号襄烈。

## 生平
李之兰本姓佟，名豆兰帖木儿，女真千户阿罗不花之子，岳飛子岳霆五世孫之子 。高丽恭愍王时，率部迁徙至北青州万户府（原元朝双城总管府），归附东北面元帅知门下省事李成桂。李之兰善射，常随从李成桂出征 ，官至上护军。咸州大捷之后，赐号“宣力佐命功臣号”，拜密直副使。威化岛回军之后，拜商议同知密直司事、会议都监事。辛昌即位，拜知密直司事。恭让王即位，拜密直使，不久又因抗倭有功，拜知门下府事、司判都评议使司事。
李成桂建立朝鲜王朝之后，以李之兰为补祚功臣、参赞门下府事、义兴亲军卫节制使、封青海君，赐一等功臣。